# Кадзо

36°7′53″ пн. ш. 139°36′7″ сх. д. / 36.13139° пн. ш. 139.60194° сх. д.
Кадзо́ (яп. 加須市, かぞし, МФА: [kad͡zo ɕi̥]) — місто в Японії, в префектурі Сайтама.

## Короткі відомості
Розташоване в північно-східній частині префектури, на берегах річки Тоне. Виникло на основі середньовічного постоялого містечка. Основою економіки є сільське господарство, рисівництво, текстильна промисловість. Традиційне ремесло — виготовлення святкових коропових прапорів та спортивної форми для занять з дзюдо та кендо. В місті розташований старовинний буддистський монастир Соґандзі. Станом на 1 жовтня 2008 площа міста становила 59,40 км². Станом на 1 січня 2009 населення міста становило 68 164 осіб.